# Hydriomena speciosata
Hydriomena speciosata är en fjärilsart som beskrevs av Alpheus Spring Packard 1874. Hydriomena speciosata ingår i släktet Hydriomena och familjen mätare. Inga underarter finns listade i Catalogue of Life.